# Prospekt's March
Prospekt's March és un EP de la banda anglesa Coldplay llançat el 2008. També està disponible en l'edició deluxe de Viva la Vida. Les vendes van superar el mig milió de còpies arreu del món.
La majoria de cançons es van enregistrar en les mateixes sessions que va fer el grup per preparar el seu quart àlbum Viva la Vida or Death and All His Friends, de manera que comparteixen estil musical i temes. Algunes de les cançons havien de formar part d'aquest àlbum d'estudi però no es van finalitzar a temps. Inicialment van anunciar que estava format per cinc cançons però finalment es va ampliar a vuit. La versió per iTunes també incorporava el videoclip de "Viva la Vida" de bonificació.
Com en el Viva la Vida, la portada del treball és un quadre del pintor francès Eugène Delacroix, en aquest cas el Battle of Poitiers en comptes del Liberty Leading the People.
La cançó "Life in Technicolor II" fou llançada com a senzill el febrer de 2009. Tot i no aconseguir un èxit destacat a les llistes, fou nominat en els premis Grammy com a millor actuació de rock per duo o grup i també com a millor videoclip.

## Llista de cançons
| Núm.          | Títol                                | Durada |
| ------------- | ------------------------------------ | ------ |
| 1.            | «Life in Technicolor II»             | 4:05   |
| 2.            | «Postcards from Far Away»            | 0:48   |
| 3.            | «Glass of Water»                     | 4:44   |
| 4.            | «Rainy Day»                          | 3:26   |
| 5.            | «Prospekt's March/Poppyfields»       | 3:39   |
| 6.            | «Lost+»                              | 4:18   |
| 7.            | «Lovers in Japan (Osaka Sun Mix)»    | 3:58   |
| 8.            | «Now My Feet Won't Touch the Ground» | 2:29   |
| Durada total: | Durada total:                        | 27:31  |

| 9.            | «Viva la Vida» (videoclip versió d'Anton Corbijn) | 4:08  |
| Durada total: | Durada total:                                     | 31:39 |

## Posicions en llista
| Llista                         | Posició | Certificació  |
| ------------------------------ | ------- | ------------- |
| U.S. Billboard 200             | 15      |               |
| U.S. Billboard Top Rock Albums | 7       |               |
| UK Albums Chart                | 38      | Disc d'argent |
| Australian Albums Chart        | 50      |               |
| Canadian Albums Chart          | 26      |               |